# Anthropic
Anthropic es una empresa emergente estadounidense de investigación y desarrollo de inteligencia artificial (IA) fundada por exmiembros de OpenAI.
Anthropic se especializa en el desarrollo de sistemas de información y modelos de lenguaje, con una ética empresarial de uso responsable de la IA. Desde finales de 2022, Google ha invertido casi 400 millones de dólares en la empresa y Anthropic anunció una asociación formal con Google Cloud.

## Historia
Anthropic fue fundada en 2021 por antiguos miembros de OpenAI, en particular los hermanos Dario y Daniela Amodei. Dario fue vicepresidente de investigación de OpenAI.
Los hermanos Amodei se encontraban entre los que abandonaron OpenAI, debido a diferencias de opinión con respecto a la asociación de OpenAI con Microsoft en 2019.
En febrero de 2023, la empresa Anthrop LLC con sede en Austin, Texas, demandó a Anthropic por usar la marca registrada "Anthropic AI".

## Proyectos

### Claude
Compuesto por ex investigadores involucrados en ChatGPT de OpenAI, Anthropic comenzó el desarrollo de su propio bot conversacional de IA, llamado Claude. Similar a ChatGPT, Claude usa una interfaz de mensajería donde los usuarios pueden enviar preguntas o solicitudes y recibir respuestas muy detalladas y relevantes.
Claude tiene 52 mil millones de parámetros. Inicialmente disponible en versión beta cerrada a través de una integración de Slack, Claude ahora es accesible para los usuarios a través de la aplicación móvil Poe, con tecnología de Quora, junto con otros chatbots. La aplicación está actualmente disponible para iOS y Android.
Claude 2 se lanzó en julio de 2023 y está disponible en Estados Unidos y el Reino Unido. El periódico The Guardian informó que la seguridad informática fue una prioridad en el entrenamiento del modelo de inteligencia artificial.